# Achille Maramotti
Achille Maramotti (* 7. Januar 1927 in Reggio nell’Emilia, Italien; † 12. Januar 2005 in Albinea bei Reggio nell’Emilia) war ein italienischer Unternehmer der Modebranche und Bankier. Maramotti war Jurist und hatte an der Universität Rom promoviert.
Er gründete 1951 aus einer kleinen Familienschneiderei heraus die Modegruppe Max Mara und galt als Vorreiter des modernen Pret-a-Porter. Das Unternehmen hat Filialen in über 80 Ländern und erwirtschaftete 2004 eine Milliarde Euro. 2.700 Menschen arbeiten für Max Mara.
Nach einer Erhebung der Zeitung Forbes belegte er in der Rangfolge der reichsten Unternehmer Italiens den vierten Platz mit einem geschätzten Vermögen von 1,9 Milliarden Euro.
Er starb im Alter von 78 Jahren in seinem Haus bei Reggio nell’Emilia.
| Personendaten    | Personendaten                                        |
| ---------------- | ---------------------------------------------------- |
| NAME             | Maramotti, Achille                                   |
| KURZBESCHREIBUNG | italienischer Unternehmer der Modebranche und Jurist |
| GEBURTSDATUM     | 7. Januar 1927                                       |
| GEBURTSORT       | Reggio nell’Emilia, Italien                          |
| STERBEDATUM      | 12. Januar 2005                                      |
| STERBEORT        | Albinea, Italien                                     |